# Милош Николић (фудбалер, 1989)
Милош Николић (Свилајнац, 22. фебруар 1989) српски је фудбалер који тренутно наступа за Дубочицу. Игра на позицији одбрамбеног играча.